# Homopus areolatus
Homopus areolatus (лат.) — вид сухопутных черепах.

## Описание
Общая длина карапакса достигает 12 см. Наблюдается половой диморфизм: самки крупнее самцов. Председатель довольно массивная. Верхняя челюсть имеет клювовидный вырост. Ноздри расположены высоко на морде. Панцирь преимущественно плоский. Щитки карапакса слегка изогнутые. Щиток за затылком может иметь различную форму. Пластрон плоский у обоих полов, но у самцов есть небольшая вогнутость. На передних конечностях по 4 когтя. Шпоры на бёдрах отсутствуют.
Голова и конечности тёмно-жёлтые. У половозрелых самцов нос становится ярко-оранжевым. Карапакс окрашен в желтовато-оливковый цвет. В центре каждого щитка находится большое коричневое пятно. Пластрон светло-коричневый или охристый.

## Образ жизни
Любит сухие леса, кустарниковые саванны, горные склоны, поросшие кустарником, степные районы морского побережья, избегают сильно засушливых мест. Предпочитает держаться в тени. Питается растениями, преимущественно плодами ярко-красного цвета и желтыми цветами, в частности, цветами гибискуса.
Зимой впадает в спячку, длящуюся 6—10 недель. Спячка стимулирует половое поведение. Без неё самки обычно не способны к размножению.
Самцы в период спаривания меняют окраску головы, которая приобретает оранжево-красный оттенок. В этот период они могут быть очень агрессивный друг к другу и к самкам. Самка откладывает 2—4 яйца размерами 20×30 мм в апреле, августе, октябре, ноябре. В год бывает до 2 кладок. При температуре 26—28° C инкубационный период длится 150—230 дней. Размер новорожденных черепашат 35 мм при весе 5—8 г. В неволе при температуре 28° C и влажности 75—80 % срок инкубации составляет 95—110 дней.

## Распространение
Обитает на юге Капской провинции ЮАР до 31° южной широты.